# Лигата на необикновените
Лигата на необикновените (на английски: The League of Extraordinary Gentlemen) е филм от 2003 година, базиран на комикса на Алън Мур и Кевин О'Нийл.

## Актьорски състав
| Актьор          | Роля                             |
| --------------- | -------------------------------- |
| Шон Конъри      | Алън Куотърмейн                  |
| Насирудин Шах   | Капитан Немо                     |
| Пета Уилсън     | Мина Харкър                      |
| Тони Къран      | Родни Скинър                     |
| Стюарт Таунсенд | Дориан Грей                      |
| Шейн Уест       | Том Сойер                        |
| Джейсън Флеминг | доктор Джекил / мистър Хайд      |
| Ричард Роксбърг | Фантомът / М / професор Мориарти |
| Дейвид Хемингс  | Найджъл                          |

## Награди и номинации
| Награда | Категория                           | Номиниран(и)           | Резултат  |
| ------- | ----------------------------------- | ---------------------- | --------- |
| Сатурн  | Най-добър фентъзи филм              | Най-добър фентъзи филм | номинация |
| Сатурн  | Най-добри костюми                   | Най-добри костюми      | номинация |
| Сатурн  | Най-добра актриса в поддържаща роля | Пета Уилсън            | номинация |